# Dani Luque
Dani Luque (Madrid, 28 de diciembre de 1989) es un actor español.

## Biografía
Dani Luque es natural de Madrid, aunque con ascendencia cordobesa por parte de sus abuelos maternos. A los 17 años comenzó sus estudios de interpretación en la escuela 'Arte 4' de Madrid. También se formó en el 'Nic' (Instituto del cine) y con Juan Codina en la escuela que dirige el propio actor.
Su debut profesional tuvo lugar en el año 2010 en la serie de televisión La pecera de Eva, al interpretar a 'Claxon'. 
El primer personaje fijo le llegó al participar junto a Eduardo Noriega y Marta Etura en la adaptación para TVE de la novela La sonata del silencio como 'Dionisio'.
Más adelante, Luque participaría en Acacias 38, con el personaje de Cruz y al poco tiempo le llegó la oportunidad de trabajar bajo las órdenes del oscarizado Alejandro Amenábar para protagonizar el cortometraje 'Danielle', que sería el spot de la Lotería de Navidad del año 2017
También ha participado en el largometraje 'Asesinato en la Universidad', de TVE, como 'Gaspar' y en Mientras dure la guerra, como 'Gregorio', donde repite rodaje junto a Alejandro Amenábar.
Desde 2018 forma parte del elenco principal en la serie de TVE Hospital Valle Norte, donde interpreta a 'Manuel Bertual', residente de cirugía y donde ha coincidido de nuevo con la actriz Alexandra Jiménez,con quien ya trabajó en La Pecera de Eva.

## Filmografía

### Series de televisión
| Año         | Título                 | Papel               | Cadena    | Episodios     |
| ----------- | ---------------------- | ------------------- | --------- | ------------- |
| 2010        | La pecera de Eva       | Guille "Claxon"     | Telecinco |               |
| 2014        | Cuéntame un cuento     | Chico calle         | Antena 3  | 1 episodio    |
| 2016        | Centro médico          | Kike                | La 1      | 1 episodio    |
| 2016        | La sonata del silencio | Dionisio            | La 1      | 8 episodios   |
| 2016        | Amar es para siempre   | Dani                | Antena 3  | 4 episodios   |
| 2017        | Acacias 38             | Cruz                | La 1      | 40 episodios  |
| 2017        | Apaches                | Amigo chico         | Antena 3  | 1 episodio    |
| 2018        | Hospital Valle Norte   | Manuel Bertual      | La 1      | 9 episodios   |
| 2019 - 2021 | Mercado central        | Samuel Díaz Pacheco | La 1      | 310 episodios |
| 2025        | La encrucijada         |                     | Antena 3  | ¿? episodios  |

### Cine
| Año  | Título                      | Director           | Personaje | Notas                     |
| ---- | --------------------------- | ------------------ | --------- | ------------------------- |
| 2017 | Danielle                    | Alejandro Amenábar | Daniel    | Cortometraje Spot Navidad |
| 2018 | Mientras dure la guerra     | Alejandro Amenábar | Gregorio  | Película                  |
| 2018 | Asesinato en la universidad | Iñaki Peñafiel     | Gaspar    | TV Movie                  |